# Авербух, Яков Абрамович
Я́ков Абра́мович А́вербух (27 марта 1922, Кишинёв — 17 сентября 1998, Герцлия, Тель-Авивский округ) — молдавский советский художник, график и иллюстратор, плакатист; театральный художник, постановщик, мастер линогравюры, офорта, карикатурист, монументалист.
Член Союза художников СССР, лауреат книжных выставок.

## Биография
Родился в Кишинёве в семье актёров еврейского театра на идише. Отец — Аврум Авербух, выступавший под сценическим именем «А. Аш» (1895—1942), мать — Песя Авербух (1900—1965).
Начал свое художественное образование с раннего детства, когда победил на городском конкурсе, вылепив из мякоти хлеба детскую ножку, (его моделью была родная сестра Хаяле). Победителя приняли в частное художественное училище «Belle Arte», основателем которой был профессор Август Бальер, живописец, театральный художник и режиссёр. Также большое влияние на Авербуха оказали преподаватели Шнеер Коган и Александр Плэмэдялэ. Учился в художественном училище «Belle Arte», далее хотел продолжить обучение в Кишиневской Высшей академии пластических искусств, но учёба была прервана военными действиями. Летом 1940 года в Бессарабию вошли части Красной армии, а 2 августа 1940 года была образована Молдавская ССР.

### Вторая мировая война
В самом начале войны эвакуируется и попадает в Узбекистан, откуда призывается в Красную Армию. Его семья так же эвакуировались в Душанбе вместе с артистами Еврейского театра. В эвакуации скончался отец Якова. Впоследствии мать и сестра Якова вышли замуж за евреев из Польши и выехали в Израиль, а сам Яков остался в СССР. После войны он возвращается в Кишинёв и продолжает учёбу в Художественном училище, уже переименованном в художественное училище им. Е. И. Репина. Учёбу он завершает с отличием в 1950 году. С этого момента начинается творческая деятельность Якова Авербуха.

## Творчество
Первые творческие шаги начинал в качестве иллюстратора книг. Он самостоятельно овладел основами книжного оформления, и вскоре начал получать ответственные заказы. Оформление поэмы В. Александри Миорица принесло Авербуху большой успех, его принимают в Союз художников Молдавии, а затем и в Союз художников СССР. Вскоре Авербух овладел искусством плаката, гравюры на линолеуме.
В зрелые годы, Авербух изучил монументальное искусство. Вместе с А. Силицким, керамистом, они создали керамическое панно в деревне Баурчи. Также занимался оформлением интерьеров детского сада в Тирасполе, ресторана «Нистру» в Кишинёве. Участвовал в оформлении Кишинёва в праздничные дни, а также оформлял павильоны выставок Народного хозяйства.
В 1964 Яков Авербух входил в коллектив медальеров по разработке художественной формы для отливки настольной медали «40 лет Молдавской Советской Социалистической Республике и Коммунистической партии Молдавии».
Многие работы Я. А. Авербуха, такие как «Портрет чабана И. Кэлдаре» (1962), приобретены и хранятся в Национальном художественном музее Молдовы. Всего в Национальном музее хранится около 40 работ художника.

### Кишинёвский еврейский народный театр
В 1966 году был основан Еврейский театр.
Основатели Кишинёвского Еврейского театра Давид Шварцман и Арон Шварцман подобрали состав активистов, согласившихся сотрудничать по возрождению Еврейской культуры в Молдавии. На протяжении лет существования КЕНТа, Авербух был художником театра. Он создал эмблему театра, оформлял плакаты, декорации, рисовал эскизы костюмов.
Театром были поставлены такие спектакли, как «Новая Красиловка» (1966), «Зямка Копач» (1967—1968), «Гершеле из Острополя» (1969), «Я буду жить!» (1970). В период работы в КЕНТ Яков Авербух начинает подписывать свои работы как «Я. Аш» — артистический псевдоним своего отца. В 1971 году, в связи с выездом большей части актёрского коллектива в Израиль, было принято решение о закрытии еврейского театра в Кишинёве.
В 1990 году репатриировался вместе с семьёй в Израиль.

### Семья
- Сестра — Хаеле Аш (в замужестве Фурман, 1920—2015), актриса еврейского театра и оперетты в США[11].
- Жена — Хава Миликовская, актриса (1921—2008).
  - Сыновья — Авраам (Абрам) Яковлевич (род. 1946), художник, член союза художников Израиля с 1979 года; Эмилян Яковлевич (род. 1950), философ; Залман Яковлевич (род. 1958), музыкант.

## Произведения

### Книги
- О. П. Павловский. Необычайное путешествие Петьки Озорникова[12]
- Я. А. Кутковецкий Костика[13]
- В.Александри. Миорица[5][8]
- А. Фадеев. Молодая гвардия
- И. Караджале. Избранное
- К. Стомати Избранные произведения[8]
- Ал. Руссо. Избранные произведения[8]

### Плакаты
- 1950 — Мир победит войну![14]
- 1950 — Да здравствует 33-я годовщина Великой Октябрьской социалистической революции![14]
- 1951 — Да здравствует 1 Мая![14]
- 1951 — За мир
- 1954 — Расти колхозные сады: Садов душистые плоды Вознаградят твои труды![14]
- 1954 — Во имя будущего![14]
- 1954 — Пользуйтесь услугами «Книга — почтой»[14]
- 1955 — Пьяница — находка для врага![14]
- 1960 — Всё это дело рук советского человека[8]
- 1957 — Из искры возгорелось пламя[8]
- 1960 — Цвети, моя Молдова
- 1970 — Последний месяц осени
- 1971 — Горькие зёрна
- 1972 — Последнее мгновенье

### Монументальные работы
- 1971 — Дом культуры в Баурчи
- 1967 — Детский сад в Тирасполе
- Ресторан в Кишинёве

### Станковая графика
- 1961 — Ликбез
- 1962 — Семья Триптих, из серии «Во имя счастья» (линогравюра)
- 1962 — Материнство, из серии «Во имя счастья» (линогравюра)[15]
- 1962 — Портрет чабана И. Кэлдаре (бумага, пастель)
- 1962 — За мир, из серии «Во имя счастья», (линогравюра)[15]
- 1963 — Счастье (линогравюра)
- 1963 — Хая Лившиц, подпольщица (линогравюра)
- 1964 — Танкисты (линогравюра)
- 1964 — На вахте труда (линогравюра)
- 1964 — Радость (линогравюра)
- 1964 — Будущие командиры (линогравюра)
- 1964 — Жизнь в космосе (линогравюра)
- 1964 — На страже (линогравюра)
- 1968 — Серия работ «БРАТСК» (фломастер, пастель)
- 1970 — Мальчик (тушь)
- 1972 — Радиомонтажница Валентина Бырсан (мел)

### Театр
- 1966 — Новая Красиловка
- 1967 — Зямка Копач
- 1967 — Свет и тень
- 1969 — Гершеле из Острополя
- 1970 — Я буду жить!

## Публикации и каталоги
- 1960 — Каталог «Выставка изобразительного искусства Молдавии» (Декада молдавского искусства и литературы в Москве)[8]
- 1962 — Вторая всесоюзная выставка эстамп
- 1963 — Каталог произведений художников Молдавской ССР
- 1964 — Каталог Республиканской выставки посвящённый дню молодежи
- 1965 — Каталог «Юбилейная Республиканской художественная выставка»
- 1966 — Каталог «живопись скульптура и графика. На страже мира»
- 1970 — Республиканская художественная выставка посвящённая 50-летию ВЛКСМ
- 1970 — Биобиблиографический словарь. Издательство «ИСКУССТВО», Москва
- 1971 — Каталог «Изобразительное искусство молдавской ССР»[15]
- 1971 — Каталог «25 лет победы в Великой Отечественной войне»
- 1974 — Каталог «Республиканская художественная выставка»
- 1975 — Каталог «Республиканская художественная выставка»
- 1975 — Всегда на чеку
- 1975 — Каталог «Первая Республиканская художественная выставка рисунков»
- 1976 — Arta plastica a Moldovei Sovietice
- 1979 — Республиканская выставка политического плаката и сатирической графики
- 1992 — Ретроспективная выставка к 70-летию со дня рождения
- 2012 — АН: Calea de creatie a lui Iacov Averbuh // Arta. Arte vizuale: 2012. — Ch., 2012. — P. 165—167.
- 2018 — DESCRIEREA CIP A CAMEREI NAŢIONALE

## Награды
В 1964 году постановлением Комитета совета Выставки Достижений Народного Хозяйства СССР награждён Бронзовой медалью ВДНХ СССР (номер удостоверения 6207).